# Blair Williams (actriz pornográfica)
Blair Williams (Loma Linda, California; 28 de marzo de 1994) es una actriz pornográfica y modelo erótica estadounidense.

## Biografía
Nacida en la ciudad de Loma Linda, en el condado californiano de San Bernardino, comenzó a trabajar como maestra de una guardería católica, profesión que alternó con estudios universitarios en Comunicación. Obtuvo una mayor relevancia y se dio a conocer cuando participó en el reality show The Sex Factor en 2015, un concurso presentado por Asa Akira en la que ocho hombres y ocho mujeres competían para convertirse en una estrella pornográfica. Blair Williams ganó el concurso en la competición femenina y logró un contrato con una compañía de la industria del cine X.
Debutó como actriz pornográfica aquel mismo año de 2015, con 21 años. Ha trabajado para productoras como Hustler, New Sensations, Tushy, Sweetheart Video, Kink.com, Evil Angel, Wicked Pictures, Sweet Sinner, Girlfriends Films, Elegant Angel, Digital Playground, Zero Tolerance, Jules Jordan Video, Pure Taboo, Naughty America o Vixen, entre otras.
En 2017 logró sus primeras nominaciones en el circuito de premios de la industria. En los Premios AVN fue nominada a la Mejor escena de sexo oral por Mouth Magic y a la Mejor escena de trío M-H-M por Oil Overload 15. También recibió una nominación en los Premios XBIZ a la Mejor escena de sexo en película protagonista por Preacher's Daughter.
En 2018 obtuvo otras cuatro nominaciones en los AVN en las categorías de Mejor escena de sexo anal por Anal Beauty 7, Mejor escena de sexo en grupo por Mick Blue's Best Day Ever 2, Mejor escena de sexo oral por Swallowed, y a la Mejor escena de trío M-H-M por Swallow My Squirt 8.
Ha aparecido en más de 410 películas como actriz.
Algunas películas de su filmografía son Amazing Asses 20, Blow Bar 2, Cuties 9, Deep In That Ass 4, Friends and Lovers, Goo Girls, Internal Love, Masseuse 11, Nerdy Girls 2, Perfect Pussy 2, Sibling Rivalry 3 o Turn the Page.

## Premios y nominaciones
| Año  | Ceremonia                   | Resultado | Premio                                        | Trabajo                     |
| ---- | --------------------------- | --------- | --------------------------------------------- | --------------------------- |
| 2017 | Premios AVN                 | Nominada  | Mejor escena de sexo oral                     | Mouth Magic                 |
| 2017 | Premios AVN                 | Nominada  | Mejor escena de trío M-H-M                    | Oil Overload 15             |
| 2017 | Premios AVN                 | Nominada  | Premio fan: Debutante más caliente            | —                           |
| 2017 | Premios XBIZ                | Nominada  | Mejor escena de sexo en película protagonista | Preacher's Daughter         |
| 2018 | Premios AVN                 | Nominada  | Mejor escena de sexo anal                     | Anal Beauty 7               |
| 2018 | Premios AVN                 | Nominada  | Mejor escena de sexo en grupo                 | Mick Blue's Best Day Ever 2 |
| 2018 | Premios AVN                 | Nominada  | Mejor escena de sexo oral                     | Swallowed                   |
| 2018 | Premios AVN                 | Nominada  | Mejor escena de trío M-H-M                    | Swallow My Squirt 8         |
| 2018 | Spank Bank Awards           | Nominada  | Best Legs                                     | —                           |
| 2018 | Spank Bank Awards           | Nominada  | Cuckold Queen of the Year                     | —                           |
| 2018 | Spank Bank Awards           | Nominada  | Most Fuckable Feet                            | —                           |
| 2018 | Spank Bank Awards           | Nominada  | Porn's 'It' Girl                              | —                           |
| 2018 | Spank Bank Awards           | Ganadora  | POV Perfectionist of the Year                 | —                           |
| 2018 | Spank Bank Awards           | Nominada  | Exotic Femme Fatale of the Year               | —                           |
| 2018 | Spank Bank Technical Awards | Ganadora  | Threesome Savant of the Year                  | —                           |
| 2019 | Premios AVN                 | Nominada  | Premio fan: Culo más épico                    | —                           |
| 2020 | Premios AVN                 | Nominada  | Mejor escena de sexo oral                     | Swallowed 26                |